# Sestav petih velikih dodekaedrov
Sestav petih velikih dodekaedrov je v geometriji sestav uniformnih poliedrov, ki je sestavljen iz petih velikih dodekaedrov z enako razvrstitvijo kot v sestavu petih ikozaedrov

## Vir
- Skilling, John (1976), »Uniform Compounds of Uniform Polyhedra«, Mathematical Proceedings of the Cambridge Philosophical Society, 79 (3): 447–457, doi:10.1017/S0305004100052440, MR 0397554.